# Heterospathe
Heterospathe är ett släkte av enhjärtbladiga växter. Heterospathe ingår i familjen Arecaceae.

## Dottertaxa tillHeterospathe, i alfabetisk ordning[1]
- Heterospathe annectens
- Heterospathe arfakiana
- Heterospathe brevicaulis
- Heterospathe cagayanensis
- Heterospathe califrons
- Heterospathe clemensiae
- Heterospathe compsoclada
- Heterospathe delicatula
- Heterospathe dransfieldii
- Heterospathe elata
- Heterospathe elegans
- Heterospathe elmeri
- Heterospathe glabra
- Heterospathe glauca
- Heterospathe intermedia
- Heterospathe kajewskii
- Heterospathe ledermanniana
- Heterospathe lepidota
- Heterospathe longipes
- Heterospathe macgregorii
- Heterospathe minor
- Heterospathe muelleriana
- Heterospathe negrosensis
- Heterospathe obriensis
- Heterospathe parviflora
- Heterospathe philippinensis
- Heterospathe phillipsii
- Heterospathe pilosa
- Heterospathe pulchra
- Heterospathe pullenii
- Heterospathe ramulosa
- Heterospathe salomonensis
- Heterospathe scitula
- Heterospathe sensisi
- Heterospathe sibuyanensis
- Heterospathe sphaerocarpa
- Heterospathe trispatha
- Heterospathe uniformis
- Heterospathe woodfordiana